# Hullan Zsuzsa
Hullan Zsuzsa (Zirc, 1961. március 25. –) Kis Csillag és Aase-díjas magyar színésznő, fotográfus, író, a Magyar Köztársasági Arany Érdemkereszt kitüntetettje.Sajtófotó 1. helyezett, Magyarország 365 2. helyezett és a legjobb női fotográfus, Tripont fotópályázat 1. helyezett,  Cewe A honap képe díj.
Könyvei: VIG-SZÍN-HÁZON-BELÜL, Bakancskoptató

## Életpályája
A pedagógusi diploma megszerzését követően 1981-ben a Szolnoki Szigligeti Színházhoz szerződött segédszínésznek. A Színház- és Filmművészeti Főiskolát 1983 és 1987 között végezte. Diploma után a Veszprémi Petőfi Színházhoz került, 1992 óta pedig a Vígszínház társulatának elismert tagja. 2011. augusztus 20-án átvehette a Magyar Köztársasági Arany Érdemkereszt kitüntetést.

## Színpadi szerepek
A Színházi adattárban regisztrált bemutatóinak száma: 62; ugyanitt kilenc színházi felvételen is látható.
| - Fejes Endre: Vonó Ignác....Apáca; Pincérlány - Déry Tibor: Az óriáscsecsemő.... - Erich Kästner: Emil és a detektívek....Zerlott; Kölyök - Bertolt Brecht: Koldusopera....Lizy - William Shakespeare: Hamlet, dán királyfi....Fehér ruhás lány - William Shakespeare: Rómeó és Júlia....Júlia; Lady Capulet - Jiří Menzel: A három megesett lány esete.... - Friedrich Dürrenmatt: A nagy Romulus.... - Molnár Ferenc: Liliom (egy csavargó élete és halála)....Lujza - Carl Sternheim: A kazetta....Lydia Krull - Szilágyi László-Eisemann Mihály: Zsákbamacska....Kormos - Mészöly Miklós: Hovámész (Jelentés egy sosemvolt cirkuszról).... - Eduardo de Filippo: Filumena házassága.... - Cervantes: La Mancha lovagja....Juanita - Molnár Ferenc: A Farkas....A kisasszony - Friedrich Dürrenmatt: Az öreg hölgy látogatása....Első asszony - Vészi Endre: Don Quijote utolsó kalandja - Fjodor Mihajlovics Dosztojevszkij: Ördögök....Virginszkaja - Alain Boublil–Jean-Max Rivière: A Francia forradalom....Maria Antoniette - Franz Xaver Kroetz: Vadászat....Hilda - Karinthy Ferenc: Dunakanyar....Kávéfőző - Szigligeti Ede: Liliomfi....Kamilla - Jaroslav Hašek: Svejk, egy derék katona kalandjai a hátországban....Von Botzemheim bárónő - Balogh Elemér-Kerényi Imre: Csíksomlyói passió....A másik Mária - Szép Ernő: Lila akác....Tóth Manci - Charles Dickens: A Pickwick klub....Isabella - Georges Feydeau: Fel is út, le is út....Lucette Gautier, énekesnő - Szörényi Levente-Bródy János: Kőműves Kelemen....Anna - Spiró György: Az imposztor....Pieknowska - Pilinszky János: Élőképek....A lány - Kocsis István: Árpádházi Szent Margit....Csenge - Presser Gábor-Sztevanovity Dusán: A padlás....Süni - Drago Jančar: A nagy briliáns valcer....Klara - Békeffy István: A régi nyár....Kitty, táncosnő a Papagáj mulatóból - Schwajda György: Nincs többé iskola....Bagarol, egér - Horace McCoy: A lovakat lelövik, ugye?...Lázár Zsuzsi - William Shakespeare: Szentivánéji álom....Heléna - Szomory Dezső: Györgyike drága gyermek....Anna - William Shakespeare: Ahogy tetszik....Phoebe, Juci | - Lyman Frank Baum: Óz a nagy varázsló....Emmy néni, Glinda - Leonard Bernstein: West Side Story....Akárkié - Ivan Szergejevics Turgenyev: Egy hónap falun....Lizaveta - Heinrich von Kleist: A Heilbronni Katica avagy a tűzpróba....Rozál, Kunigunda komornája - Békés Pál: Össztánc...10 különböző figura - Bertolt Brecht: Baal.... - Vas István-Illés Endre-Alföldi Róbert: Trisztán és Izolda....Brangene - Szirmai Albert: Mágnás Miska....Stefánia grófné - Spiró György: Dobardan....Vendégnő - Michel Tremblay: Sógornők....Yvette Longre; Thérese Dubuc - Arthur Miller: A salemi boszorkányok....Ann Putman - Szigethy András: Kegyelem....Mrázik Istvánné - William Shakespeare: Sok hűhó semmiért....Margit - Graham Chapman–John Cleese–Eric Idle: Gyalog-galopp....Dennisné, Boszorkány, Essneki - Bertolt Brecht: A szecsuáni jóember....Sin, özvegyasszony - Halász Imre: Egy csók és más semmi....Robicsekné - Krúdy Gyula: A vörös postakocsi....Ugocsiné - Nyikolaj Vasziljevics Gogol: A revizor....Hlopov felesége - Noel Coward: Vidám kísértet....Elvíra - Neil Simon: Furcsa pár....Cecily - Friedrich Schiller: Stuart Maria....Hanna Kennedy - William Shakespeare: Minden jó, ha a vége jó....Roussiollon grófnő - J.M. Barrie: Pán Péter....Liza - Heltai Jenő: Tündérlaki lányok....Róza - Carlos Murillo: Dark Play....Cybernőstények - Carlo Goldoni: Chioggiai csetepaté....Libera - Milos Orson Stedron: A nő vágya....Marie de Boves - Pedro Almodóvar: Mindent anyámról....Alicia, Ápolónő, Színésznő - Erdős Virág: Kalocsa....Szofi - Joseph Stein—Jerry Bock: Hegedűs a háztetőn....Jente és Cejtel nagymama - Lengyel Menyhért: Lenni vagy nem lenni....Anna, Maria öltöztetőnője, súgó és sminkes - William Shakespeare: A Makrancos Kata....Özvegy, szép fiatal nő - Georges Feydeau: A balek....Armandine - Örkény István: Rózsakiállítás....Dr. Freund Szilvia - Vámos Miklós: Marilyn Monroe csodálatos halála....Marilyn Monroe |

## Tévéfilmek
- Kisváros - Lengyel Zsóka (1999–2001)
- Barátok közt - Claudia barátnője (1998), majd Szentmihályi Szilvia, 'Sziszi' (2002–2004, 2010)

## Díjai, elismerései
- Magyar Köztársasági Arany Érdemkereszt (2011)
- Aase-díj (2019)[5]
- A kiscsillag is csillag díj (2024)[6]
- Tripont fotópályázat 1. díj
- Magyar Sajtófotó 1. díj
- AB OVO fotópályázat 2. díj
- Cewe fotópályázat A hónap képe díj
- Magyarország 365 Fotópályázat 2. díj és a legjobb női fotográfus

## Könyvek
- Víg szín házon belül. Budapest: Írásművek kiadó. 2012. ISBN 9786155040511[7]
- Víg szín házon belül; 3. bőv., jav. kiad.; MA-MI-IS Bt., Bp., 2022
- Bakancskoptató